# Зубович Дмитро Іванович
Дмитро Іванович Зубо́вич (нар. близько 1820 — пом. 17 листопада 1887, Ростов-на-Дону) — український актор.

## Біографія
Народився близько 1820 року. Впродовж 1843—1846 років працював суфлером трупи Івана Мочалова в Одесі. В 1846 році у складі трупи Данила Жураховського брав участь у поїздці Михайла Щепкіна по Україні, зокрема побував у Одесі, Миколаєві, Херсоні, Сімферополі і Севастополі. Залишився у Севастополі до 1849 року. У 1852—1854 роках працював у трупах Харкова, Севастополя, Києва. У 1863 році виступав разом з Михайлом Щепкіним у Ростові-на-Дону. Помер у Ростові-на-Дону 5 [17] листопада 1887 року.

## Ролі
- Виборний, Чупрун («Наталка Полтавка», «Москаль-чарівник» Івана Котляревського);
- Шельменко («Шельменко-денщик» Григорія Квітки-Основ'яненка);
- Репетилов («Лихо з розуму» Олександра Грибоєдова);
- Хлестаков («Ревізор» Миколи Гоголя).